# Александрово (Шуменська область)
Алекса́ндрово (болг. Александрово) — село в Шуменській області Болгарії. Входить до складу общини Смядово.

## Населення
За даними перепису населення 2011 року у селі проживали 75 осіб.
Національний склад населення села:
| Національність   | Кількість осіб | Відсоток |
| ---------------- | -------------- | -------- |
| болгари          | 68             | 91,9%    |
| турки            | 6              | 8,1%     |
| цигани           | 0              | 0%       |
| інша             | 0              | 0%       |
| не визначились   | 0              | 0%       |
| Всього відповіли | 74             |          |

Розподіл населення за віком у 2011 році:
Динаміка населення: